# Rechtsverkehr (Recht)
Rechtsverkehr bezeichnet die Vornahme von rechtlich erheblichem Handeln. Überwiegend ist von Rechtsverkehr die Rede, wenn Schriftstücke und Urkunden im Rahmen eines Straf- oder Zivilprozesses von einer Partei an eine andere übermittelt werden.

## Weiteres
Bei Urkundsdelikten (§§ 267 ff. StGB) ist es subjektive Voraussetzung, dass eine Täuschung im Rechtsverkehr erfolgt.